# Zella Armstrong
Zella Armstrong (? – 12 de abril de 1965) foi uma historiadora local americana autora de livros sobre o estado do Tennessee e o sul dos Estados Unidos, incluindo a coleção de cinco volumes Notable Southern Families. Era membro da Comissão Histórica do Tennessee, e fundou o Cotton Ball em Chattanooga, Tennessee.

## Obras selecionadas
- Armstrong, Zella; Preston Collop French, Janie (1928). Notable Southern Families. The Lookout Publishing Co. Chattanooga, Tennessee: [s.n.] ISBN 9780806305080. OCLC 913500876
- Armstrong, Zella (1945). History of the First Presbyterian Church of Chattanooga. The Lookout Publishing Co. Chattanooga, Tennessee: [s.n.] OCLC 5011247